# Підскарбій надвірний коронний
Підскарбій надвірний коронний (пол. Podskarbi nadworny koronny, лат. vicethesaurarius) — уряд центральний Речі Посполитої.

## Історія
Вперше цей уряд з'явився 1368 року. Однак, формально його обов'язки були визначені лише статутом короля Олександра Ягеллончика 1504 року. Згідно з ним, уряд підскарбія був еквівалентний уряду підскарбія великого коронного, обидва вони повинні були перебувати біля короля. Фактично надвірний підскарбій вважався заступником великого підскарбія.
1590 року, коли сейм відокремив державну скарбницю від королівської, підскарбій надвірний коронний став опікуватися останньою. Протягом 1697–1763 років він очолював ізбу скарбову, яка взяла на себе його обов'язки. 1775 року підскарбій надвірний увійшов до складу Сенату.

## Обов'язки
- Керував столовими маєтками (частинами королівщин) і доходами короля, а з середини XVI століття також керував доходами держави.
- Завідував приватною королівською скарбницею. Контролював витрати та доходи королівського двору, видаючи асигнати.
- Дбав про інвентар, оздоблення двору. Він розпоряджався столовими сервізами та предметами, які прикрашали кімнати королівського палацу.
- Був присутнім під час звітування великим коронним підскарбієм у Сеймі про свою діяльність.
- Вів облік рахунків великого підскарбія.
- Виплачував зарплату придворним на підставі списків, наданих великому підскарбію.

Для того, щоб вирішувати так багато завдань, надвірний підскарбій мав власну канцелярію з нотаріусами.

## Деякі відомі підскарбії надвірні коронні
- Якуб Шидловєцький (1494—1498)
- Кшиштоф Шидловєцький (1507—1510)
- Бальтазар Станіславський (1606—1607)
- Микола Данилович (1610—1617)
- Анджей Ґурський (1619—1624)
- Данилович Іван Миколай (1627—1632)
- Єжи Оссолінський (1633—1636)
- Максиміліан Оссолінський (1636—1648)
- Ян Кшиштоф Ґнінський (1667—1668)
- Ян Шумовський (1668—1678)
- Ян Кароль Данилович (1678—1683)
- Домінік Потоцький (1683)
- Міхал Флоріан Жевуський (1684—1687)
- Атаназій Мйончинський (1688—1713)
- Францішек Максиміліан Оссолінський (1713—1729)
- Кароль Юзеф Сєдльніцький (1736—1739)